# Distrito de Czarnków-Trzcianka
Czarnków-Trzcianka (polaco: powiat czarnkowsko-trzcianecki) es un distrito (powiat) del voivodato de Gran Polonia (Polonia). Fue constituido el 1 de enero de 1999 como resultado de la reforma del gobierno local de Polonia aprobada el año anterior. Limita con otros siete distritos: al norte con Wałcz y Piła, al este con Chodzież, al sur con Oborniki y Szamotuły, al suroeste con Międzychód y al oeste con Strzelce-Drezdenko; y está dividido en ocho municipios (gmina): uno urbano (Czarnków), tres urbano-rurales (Krzyż Wielkopolski, Trzcianka y Wieleń) y cuatro rurales (Czarnków, Drawsko, Lubasz y Połajewo). En 2011, según la Oficina Central de Estadística polaca, el distrito tenía una superficie de 1806,05 km² y una población de 87 086 habitantes.